# 13995 Tõravere
13995 Tõravere eller 1993 FV16 är en asteroid upptäckt 19 mars 1993 av The Uppsala-ESO Survey of Asteroids and Comets vid La Silla-observatoriet. Asteroiden har fått sitt namn efter byn Tõravere, nära Tartu observatorium.